# Erica e i suoi fratelli
Erica e i suoi fratelli è un romanzo incompiuto di Elio Vittorini.

## Storia editoriale
Scritto nel 1936, fu interrotto in seguito allo scoppio della Guerra civile spagnola alla quale lo scrittore progettò di partecipare tra le file repubblicane e venne pubblicato solo nel 1954, sul n. 9 della rivista Nuovi Argomenti , preceduto da una lettera ad Alberto Moravia e Alberto Carocci nella quale lo scrittore spiegava i motivi dell'incompiutezza. Nel 1956, presso l'editore Bompiani, il romanzo fu riedito, insieme col racconto La garibaldina.
Una traduzione spagnola (Erica y sus hermanos) fu pubblicata a Barcellona, dall'editore Seix Barral, nel 1983.

## Trama
Erica è una giovane ragazza abbandonata dai genitori, che deve assumersi la responsabilità dei suoi fratelli fino a doversi prostituire. È simbolo del mondo offeso: bisogna trovare delle armi contro l’offesa.